# Xã Elmira, Michigan
Xã Elmira (tiếng Anh: Elmira Township) là một xã thuộc quận Otsego, tiểu bang Michigan, Hoa Kỳ. Năm 2010, dân số của xã này là 1.687 người.